# Robert Frangeš Mihanović
Robert Frangeš Mihanović (Srijemska Mitrovica, 2. listopada 1872. – Zagreb, 12. siječnja 1940.) bio je hrvatski kipar.
Suprug je Ženke Kopač Frangeš, žene koja je osnovala Udrugu za očuvanje seljačke umjetnosti i obrta, otac Branke Frangeš Hegedušić, hrvatske slikarice i ilustratorice i punac hrvatskog slikara Krste Hegedušića.

## Životopis
Završio je Obrtnu školu u Zagrebu 1889., školovanje nastavio u Beču na Umjetničko-obrtnoj školi 1889. – 94., potom na Umjetničkoj akademiji 1894./95. Usavršavao se u Parizu 1900/01. gdje se družio s A. Rodinom i M. Rossom. Bio je nastavnik na Obrtnoj školi u Zagrebu 1895. – 1907. i profesor kiparstva na Umjetničkoj akademiji. 
Među njegove poznate učenike spada Joza Turkalj.
Jedan je od pokretača i organizatora likovnog života u Zagrebu na prijelazu iz XIX. na XX. stoljeće. Sudjelovao je u osnutku Društva hrvatskih umjetnika (1897.), udruženja Lada (1904.) i Umjetničke akademije (1907.), uz koju je utemeljio ljevaonicu bronce i doveo prve ljevače. Bio je član JAZU, Srpske akademije nauka i umjetnosti i Akademije znanosti i umjetnosti u Pragu. Uz R. Valdeca utemeljitelj modernog hrvatskog kiparstva.

## Djela
Frangešove medalje i plakete s figuralnim i animalističkim motivima (Bik Herkul, 1899. i Puran, 1904.; Vinogradari, 1900. i Kopač, 1906.) označili su početak hrvatskog medaljatstva. Oblikovao je sitnu plastiku (Stidljivost, 1902.; Bijeg u Egipat, 1906., Otmica Europe, 1907.), portrete (V. Lisinski, 1895.), poprsja (Antun Mihanović, 1908., Klanjec; Antun i Stjepan Radić, 1936., Trebarjevo), skulpturu zdenac Elegija (1912.), postavljenu u parku na Rokovom perivoju. Godine 1897. za Osijek je izradio spomenik palim vojnicima Šokčevićeve 78. pukovnije - Umirućeg ratnika, koji je uz kompoziciju Filozofija iz 1897. godine (u zgradi Odjela za bogoštovlje i nastavu u Opatičkoj ulici br. 10 u Zagrebu) najraniji primjer impresionizma u hrvatskom kiparstvu. 
Najmonumentalnije Frangešovo djelo je konjanički spomenik Kralj Tomislav 1928. – 38. (postavljen 1947. u Zagrebu). Godine 1925. utemeljeno je Društvo za podizanje spomenika kralju Tomislavu, koji su kiparu povjerili izradu spomenika. Kipar je 1930. izradio sadreni model, 1933./34. spomenik je saliven u bronci, a postolje za spomenik napravljeno je 1940. godine i tijekom ratnih godina postavljeno ispred Željezničkog kolodvora. Spomenik je postavljen 1947. godine, ali bez Frangeševih reljefa na postolju i bez grba, što je bilo ispravljeno 1991. godine.
Izveo je i nadgrobne spomenike na groblju u Varaždinu (Spomenik smrti na grobnici obitelji Leitner, 1906.) i Mirogoju (Radnik na grobnici obitelji Muller, 1935.). Radio arhit, figuralnu plastiku na zagrebačkim zgradama (reljefi Filozofija, Teologija, Medicina i Frustracija, 1912.), na bivšoj zgradi Nacionalne i sveučilišne knjižnice danas zgrada Hrvatskog državnog arhiva, Marulićev trg; Rad i Zdravlje, 1927. na zgradi u Mihanovićevoj ulici br. 3). U svojem razvoju prešao je faze od akademizma, simbolizma do modernizma, tj. najranijih primjera impresionizma u hrvatskom kiparstvu, a u punoj zrelosti ostvario je vlastiti izraz u slobodnoj realističkoj modelaciji lika. Bavio se umjetničkim obrtom.